# Tomasz Dobrowolski
Tomasz Dobrowolski (ur. 15 listopada 1960 w Dąbrowie Górniczej) – operator filmowy i telewizyjny. Członek Polish Society of Cinematographers, stowarzyszenia twórców zdjęć filmowych.

## Życiorys
Absolwent studiów operatorskich na Wydziale Radia i Telewizji Uniwersytetu Śląskiego w Katowicach. W latach 1985–1987 studiował na Wydziale Reżyserii PWSFTviT w Łodzi, jednak studiów nie ukończył.

## Zdjęcia
- 1990: Plus minus nieskończoność
- 1993: Koniec epoki węgla kamiennego, reżyser i scenarzysta
- 1997: Miasteczko
- 2001, 2015, 2018: Na dobre i na złe
- 2002–2006: M jak miłość
- 2006: Tylko mnie kochaj
- 2007: Dlaczego nie!
- 2008: Mała Moskwa
- 2008: Barwy szczęścia
- 2009: Naznaczony
- 2009: Tancerze
- 2010: Usta usta
- 2011: Och Karol 2
- 2011: Los numeros
- 2012: Yuma
- 2012: Reguły gry
- 2012–2014: Lekarze
- 2014: Dzień dobry, kocham cię!
- 2014: Prawo Agaty
- 2015: Historia Roja
- 2015: Aż po sufit!
- 2016–2018: Druga szansa
- 2018: Pech to nie grzech
- 2019: Ślad
- 2019: Diagnoza (sezon IV)
- 2020: Zawsze warto (sezon II)
- 2020: Tatuśkowie
- 2021: Kowalscy kontra Kowalscy
- 2021: Kuchnia
- 2021: Druga połowa
- 2022: 8 rzeczy, których nie wiecie o facetach
- 2022: Komisarz Mama (sezon III)